# Vic Damone
Vic Damone, rodným jménem Vito Rocco Farinola (* 12. června 1928, Brooklyn, New York, New York, USA - 11. února 2018, Miami Beach, Florida) byl americký zpěvák.
Jeho matka hrála na klavír a on se již od dětství věnoval zpěvu. Jeho vůbec první nahrávka v podobě písně „I Have But One Heart“ se umístila na sedmé příčce hitparády časopisu Billboard. V letech 1954 až 1958 byla jeho manželkou italská herečka Pier Angeli; později se oženil ještě čtyřikrát – v letech 1987 až 1996 byla například jeho manželkou herečka a zpěvačka Diahann Carroll.

V roce 1997 byl uveden do Songwriters Hall of Fame. V roce 2009 vydal autobiografickou knihu nazvanou Singing Was the Easy Part.